# Giulio d'Este
(Girolamo Merenda, 1598)
Giulio d'Este (Ferrara, 13 luglio 1478 – Ferrara, 24 marzo 1561) era figlio illegittimo del duca di Ferrara Ercole I d'Este, nato dalla relazione di questi con la nobildonna Isabella Arduino.

## Biografia

### Infanzia
Sua madre, Isabella (o Isabetta) Arduino, era figlia di messer Niccolò Arduino, altrimenti di Labolico da Ferrara della contrada di San Romano. Al tempo della sua relazione col duca Ercole d'Este, la donna era ancora nubile e pare fosse una delle dame di compagnia della duchessa Eleonora. Isabella era già gravida di sei mesi quando Giacomo Mainente da Ferrara si innamorò di lei e la prese in sposa, o almeno così racconta Ugo Caleffini nelle sue Croniche, mentre sarebbe più probabile pensare che lo stesso duca Ercole, volendo - un po' come tutti i signori dell'epoca - accasare la propria vecchia amante, le avesse procurato un marito. In ogni caso circa tre mesi dopo le nozze Isabella partorì al duca un figlio, al quale fu posto nome Giulio.

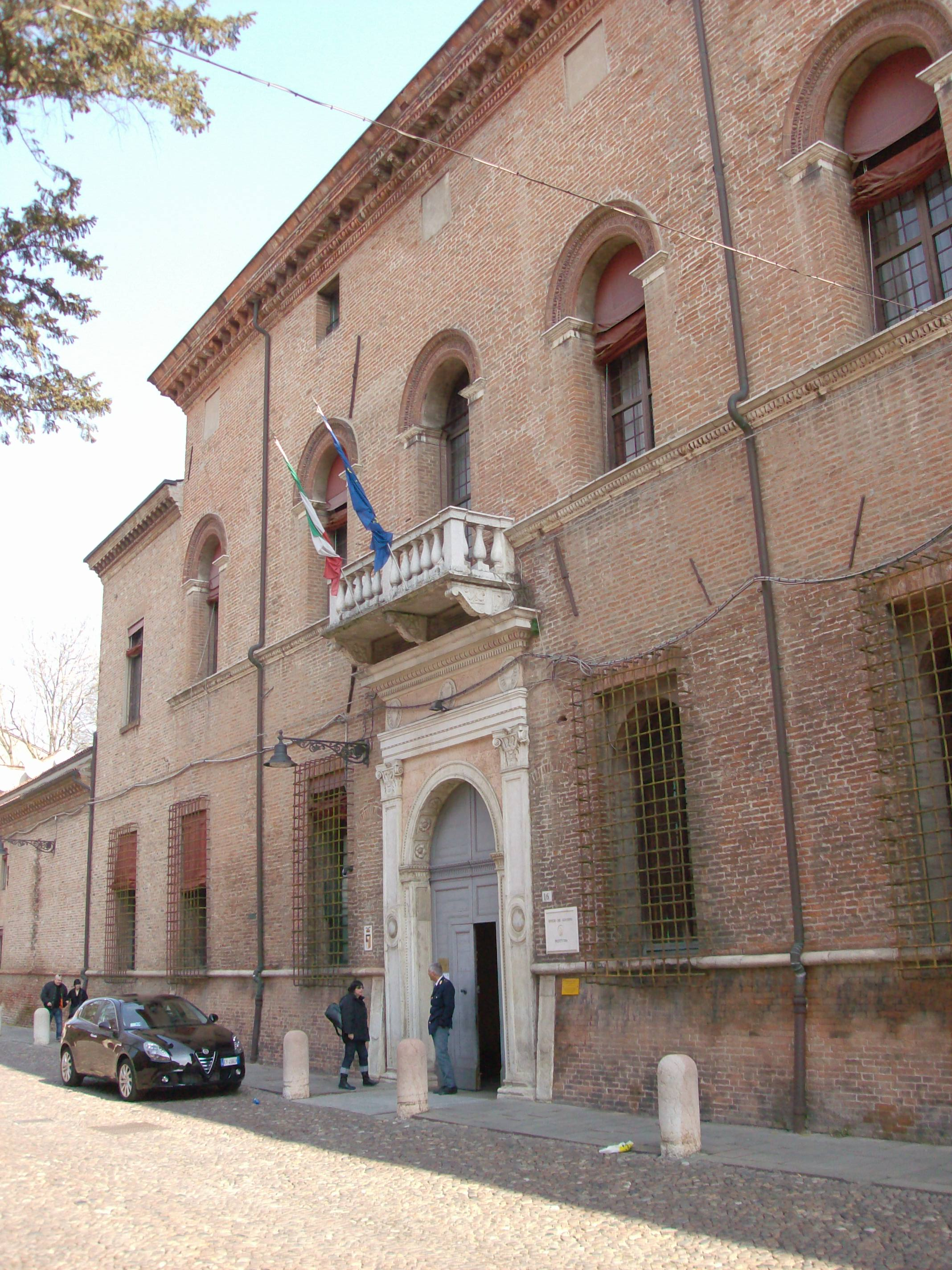
Palazzo Giulio d'Este, in corso Ercole I d'Este, a Ferrara. Oggi è sede della Prefettura.

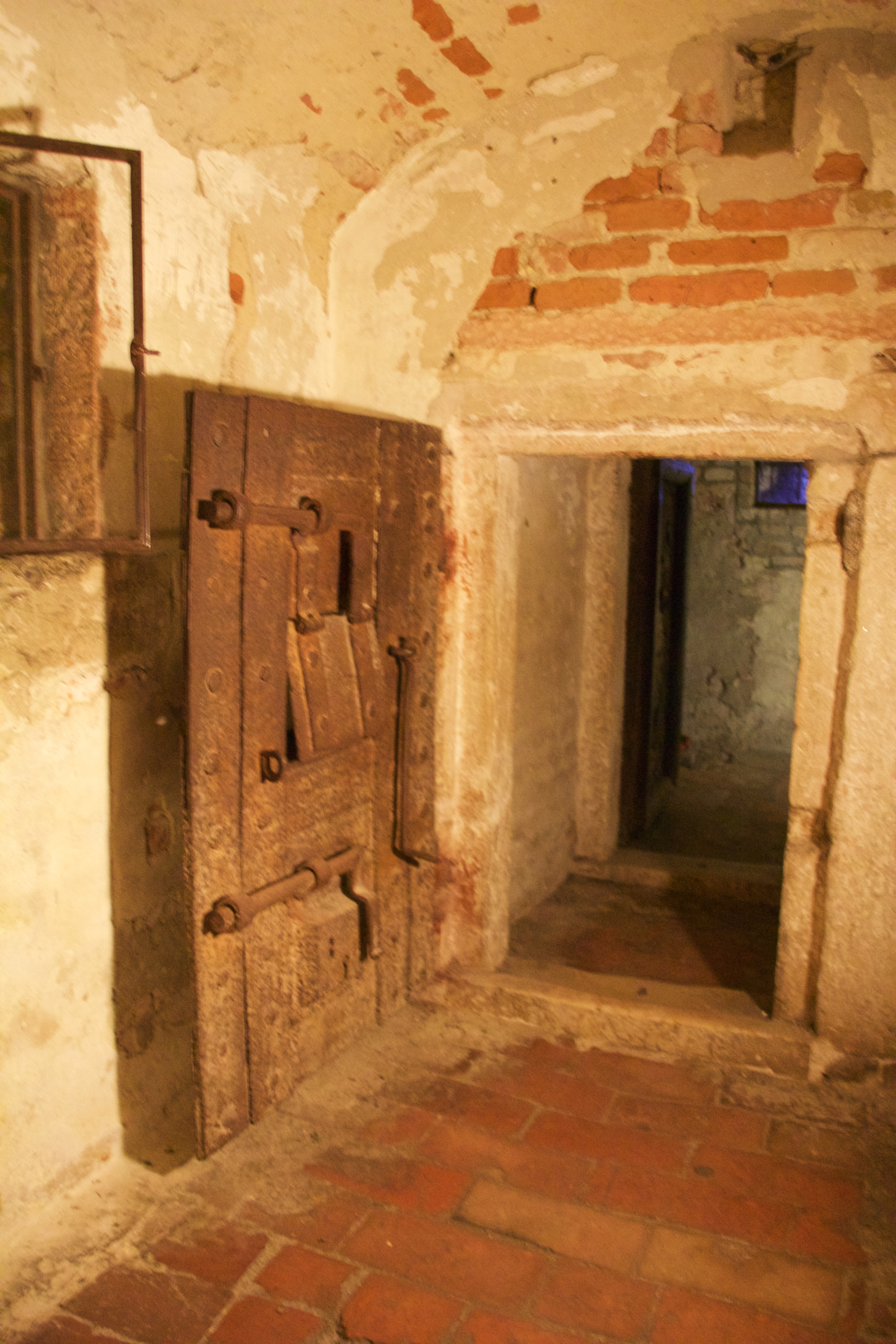
Cella del Castello Estense

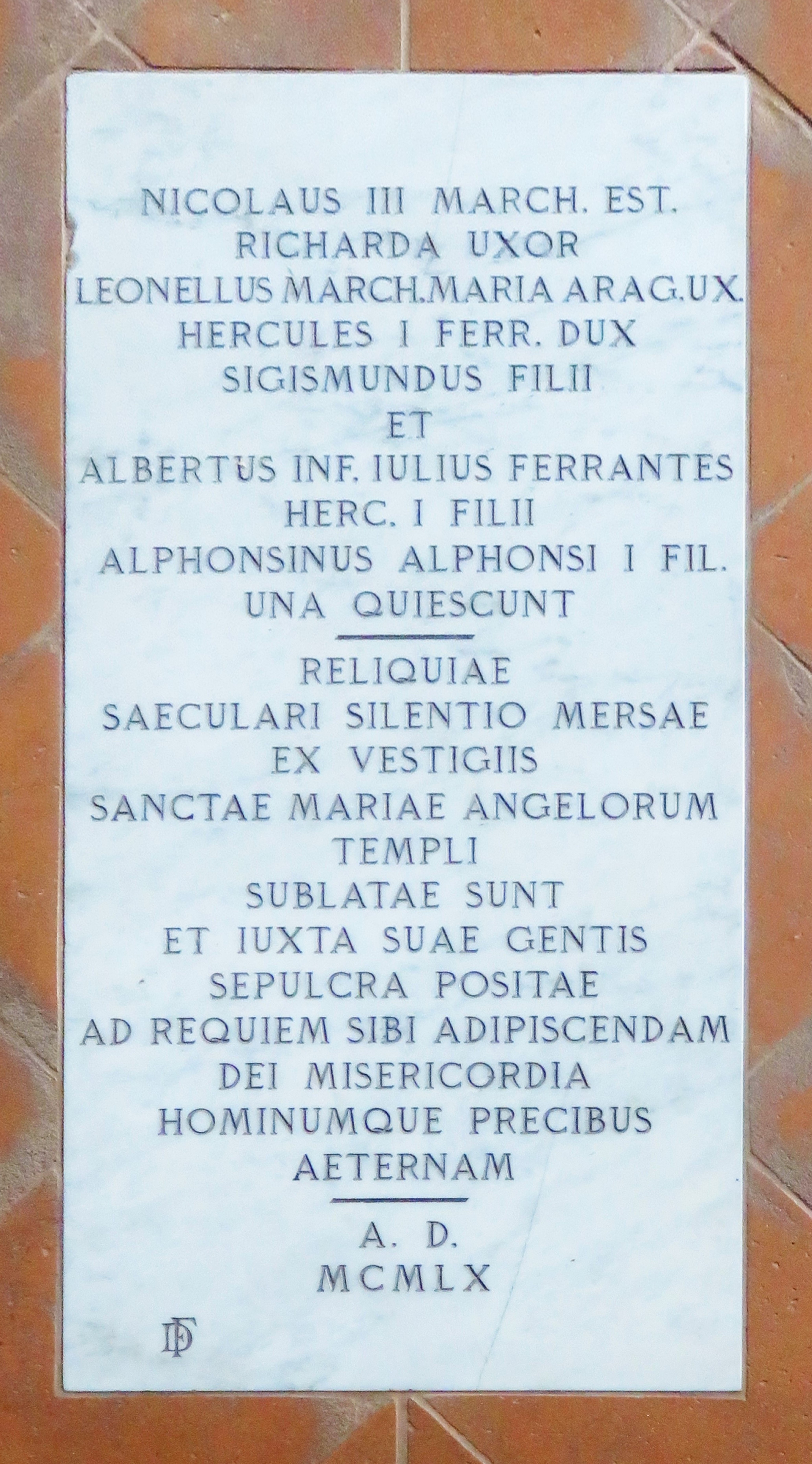
Monastero del Corpus Domini, a Ferrara, sala del coro. Lastra tombale di Giulio d'Este e di altri esponenti della casata Estense qui trasferiti dalla scomparsa chiesa di Santa Maria degli Angeli

I fratellastri di Giulio presenti a corte in quel tempo erano Alfonso I (primogenito ed erede del padre), Isabella (futura moglie di Francesco II Gonzaga), e Lucrezia (illegittima come lui). Altri due fratelli, Beatrice (futura moglie di Ludovico il Moro) e Ferrante, si trovavano in quel periodo a Napoli, mentre altri tre, ovvero Ippolito, Sigismondo e Alberto, sarebbero poi nati negli anni successivi. 

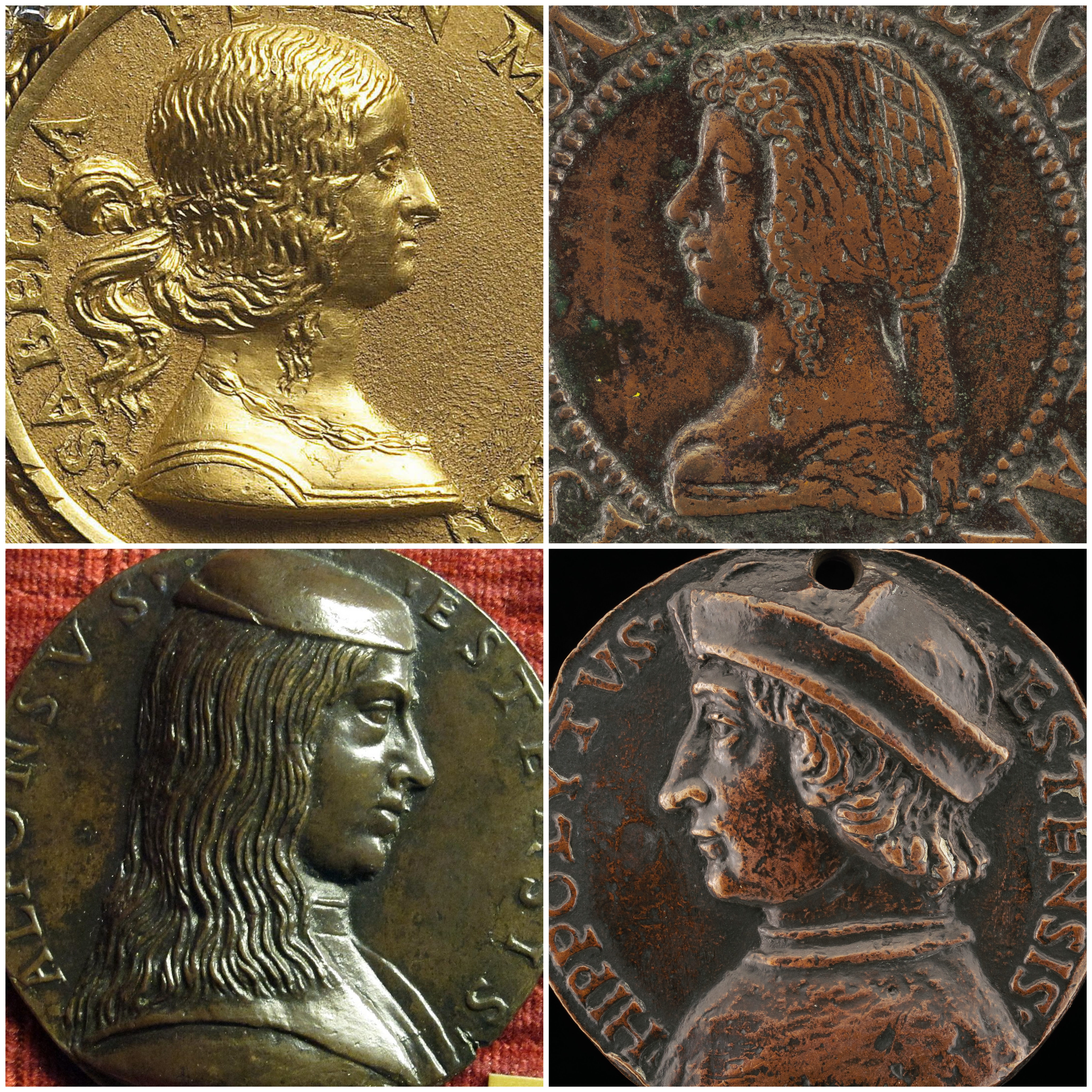
Medaglie dei fratellastri di Giulio in ordine di nascita: Isabella, Alfonso, Ferrante, Ippolito e Sigismondo avevano ereditato il tipico naso estense del padre; Beatrice quello leggermente all'insù della madre. Tutti inoltre erano bruni, fuorché Ferrante e Sigismondo, nonché i due altri illegittimi Lorenzo e Lucrezia, che avevano recuperato, come pare, il tradizionale biondo degli Este.

Giulio alla corte di Ferrara era benvoluto dal genitore e dalla duchessa Eleonora, ma non da tutti i fratelli: in seguito ebbe come residenza il palazzo in via degli Angeli, oggi corso Ercole I d'Este.
Il 5 giugno 1485 gli furono dati i primi ordini del clericato insieme al fratellastro Ippolito.

### Primo dissidio
Tra Giulio e Ippolito nacque una disputa riguardante un musicista, don Rainaldo da Sassuolo, al servizio del primo. Ippolito però lo voleva per la propria cappella e, verso la fine del 1504, arrivato a Ferrara in occasione della malattia del padre, portò Rainaldo con sé rinchiudendolo nella rocca del Gesso, una fortezza appartenente a Giovanni Boiardo, conte di Scandiano. Nel maggio 1505 Giulio scoprì dove si trovava l'artista ed insieme a Ferrante e ad altri uomini armati lo liberò sostituendolo, in segno di sfida verso il cardinale, con il castellano del fortilizio. Ippolito, consigliere politico di Alfonso, protestò con questi per quanto era accaduto e il duca decise di esiliare a Modena Ferrante e a Brescello Giulio.
Sia Lucrezia Borgia (moglie di Alfonso) che Isabella d'Este e suo marito Francesco riuscirono a convincere Alfonso a perdonare entrambi i fratelli.

### Secondo dissidio
Successivamente Giulio e Ippolito ebbero un nuovo motivo di contrasto: entrambi si ritrovarono corteggiatori della dama di compagnia e cugina di Lucrezia, Angela Borgia (il cui futuro coniuge sarebbe stato Alessandro Pio di Savoia, signore di Sassuolo), la quale tra i due sembrava preferire il primo, al punto da partorire, nel gennaio 1506, un figlio illegittimo la cui paternità fu attribuita a Giulio. Il cardinale, libertino e galante, faceva leva sulla propria raffinatezza per conquistare le belle donne, e mal sopportava un insuccesso. Così, quando Angela affermò che gli occhi di Giulio valevano da soli più di tutta la sua persona, diede sfogo ad un'ira incontrollata. Il 3 novembre 1505, mentre Giulio faceva ritorno da una gita a Belriguardo, fu accerchiato dai servi di Ippolito che ordinò ai suoi uomini di uccidere il fratellastro e di cavargli gli occhi. L'atto non fu poi così cruento ma sufficiente da sfregiare Giulio e fargli perdere parzialmente la vista. Il duca si affrettò a inviare alle altre corti italiane una versione edulcorata del fatto e lasciò Ippolito impunito. Nel dicembre dello stesso anno, Alfonso riuscì a far formalmente riappacificare i fratelli.

### Congiura
In Giulio rimase però il rancore sia nei confronti di Ippolito, per avergli recato danno agli occhi e alla decantata avvenenza, sia di Alfonso, per non aver inflitto una pena al fratello. Nel 1506 insieme a Ferrante, che aspirava a diventare duca, e ad altri signori ostili al sovrano, organizzò un complotto diretto ad eliminare Alfonso e Ippolito. I cospiratori, però, a causa della disorganizzazione non riuscirono a portare a compimento il piano: aspettarono di notte nella strada, muniti di pugnali avvelenati, che il duca passasse, ma lo mancarono due volte.
Durante una delle frequenti assenze del duca, le spie di Ippolito raccolsero però le prove della cospirazione e, prima che Alfonso ne fosse informato, sia Lucrezia che Isabella consigliarono a Giulio di raggiungere Mantova dove sarebbe stato tutelato da Francesco II Gonzaga. Questi in effetti, malgrado le richieste del cognato, si rifiutò più volte di consegnare il suo protetto.
Nel frattempo iniziò presso la casa di Sigismondo d'Este, il processo contro i sovvertitori: Giulio e Ferrante, insieme ad altri tre complici (tra i quali Albertino V Boschetti), furono dichiarati colpevoli e condannati a morte.
Messo alle strette, essendo Alfonso intenzionato a riprendere Giulio con le armi, Francesco Gonzaga acconsentì che ciò avvenisse in modo pacifico.
Mentre per gli altri cospiratori la sentenza capitale fu eseguita, Giulio e Ferrante, rinchiusi nella torre dei Leoni del Castello Estense, furono graziati ma i loro beni confiscati.
Ferrante morì in prigione, nel 1540, dopo 34 anni di segregazione. Giulio, invece, dopo 53 anni trascorsi in cattività, (solo il vitto e l'abbigliamento erano consoni al suo rango, la cella era come quelle degli altri detenuti) fu liberato dal pronipote Alfonso II d'Este all'età di 81 anni, destando nei passanti scalpore e curiosità quando passeggiava per la strada, ancora dotato di fascino e di un portamento eretto e raffinato, poiché soleva vestirsi alla moda di 50 anni prima. 
Giulio scomparve due anni dopo, il 24 marzo 1561 e fu tumulato nella chiesa di Santa Maria degli Angeli, accanto alle tombe del padre Ercole I, di Niccolò III, Leonello e Sigismondo. Nell'Ottocento il tempio fu sconsacrato e cadde in degrado. Nel 1955 i resti mortali di Giulio d'Este furono traslati nel monastero del Corpus Domini.

## Nella cultura di massa
- Nella pellicola del 2005 E ridendo l'uccise di Florestano Vancini, ispirata ai tragici eventi della congiura, è impersonato da Giorgio Lupano.
- Nella serie televisiva francese del 2011-2014 I Borgia è impersonato da Ferdinand Kingsley.

## Ascendenza
|                      |   |                          | Genitori               |  |  | Nonni |  |  | Bisnonni         |  |  | Trisnonni         |  |
|                      |   |                          |                        |  |  |       |  |  | Alberto V d'Este |  |  | Obizzo III d'Este |  |
|                      |   |                          |                        |  |  |       |  |  | Alberto V d'Este |  |  | Obizzo III d'Este |  |
|                      |   | Lippa Ariosti            |                        |  |  |       |  |  | Alberto V d'Este |  |  |                   |  |
| Niccolò III d'Este   |   |                          |                        |  |  |       |  |  | Alberto V d'Este |  |  |                   |  |
|                      |   | Isotta Albaresani        | Alberto Albaresani     |  |  |       |  |  |                  |  |  |                   |  |
|                      |   | Isotta Albaresani        | Alberto Albaresani     |  |  |       |  |  |                  |  |  |                   |  |
|                      |   | Isotta Albaresani        | ?                      |  |  |       |  |  |                  |  |  |                   |  |
| Ercole I d'Este      |   | Isotta Albaresani        |                        |  |  |       |  |  |                  |  |  |                   |  |
|                      |   | Tommaso III di Saluzzo   | Federico II di Saluzzo |  |  |       |  |  |                  |  |  |                   |  |
|                      |   | Tommaso III di Saluzzo   | Federico II di Saluzzo |  |  |       |  |  |                  |  |  |                   |  |
|                      |   | Tommaso III di Saluzzo   | Beatrice di Ginevra    |  |  |       |  |  |                  |  |  |                   |  |
| Ricciarda di Saluzzo |   | Tommaso III di Saluzzo   |                        |  |  |       |  |  |                  |  |  |                   |  |
|                      |   | Margherita di Pierrepont | Ugo II di Pierrepont   |  |  |       |  |  |                  |  |  |                   |  |
|                      |   | Margherita di Pierrepont | Ugo II di Pierrepont   |  |  |       |  |  |                  |  |  |                   |  |
|                      |   | Margherita di Pierrepont | Bianca di Coucy        |  |  |       |  |  |                  |  |  |                   |  |
| Giulio d'Este        |   | Margherita di Pierrepont |                        |  |  |       |  |  |                  |  |  |                   |  |
|                      | … | …                        |                        |  |  |       |  |  |                  |  |  |                   |  |
|                      | … | …                        |                        |  |  |       |  |  |                  |  |  |                   |  |
|                      | … | …                        |                        |  |  |       |  |  |                  |  |  |                   |  |
| Niccolò Arduino      | … |                          |                        |  |  |       |  |  |                  |  |  |                   |  |
|                      |   | …                        | …                      |  |  |       |  |  |                  |  |  |                   |  |
|                      |   | …                        | …                      |  |  |       |  |  |                  |  |  |                   |  |
|                      |   | …                        | …                      |  |  |       |  |  |                  |  |  |                   |  |
| Isabella Arduino     |   | …                        |                        |  |  |       |  |  |                  |  |  |                   |  |
|                      |   | …                        | …                      |  |  |       |  |  |                  |  |  |                   |  |
|                      |   | …                        | …                      |  |  |       |  |  |                  |  |  |                   |  |
|                      |   | …                        | …                      |  |  |       |  |  |                  |  |  |                   |  |
| …                    |   | …                        |                        |  |  |       |  |  |                  |  |  |                   |  |
|                      |   | …                        | …                      |  |  |       |  |  |                  |  |  |                   |  |
|                      |   | …                        | …                      |  |  |       |  |  |                  |  |  |                   |  |
|                      |   | …                        | …                      |  |  |       |  |  |                  |  |  |                   |  |
|                      |   | …                        |                        |  |  |       |  |  |                  |  |  |                   |  |